# Greet Buter
G.T. (Greet) Buter (Meppel, 20 februari 1967) is een Nederlands communicatiewetenschapster, politica en bestuurster. Ze is lid van de PvdA. Sinds 1 februari 2021 is ze burgemeester van Deurne.

## Opleiding en carrière
Buter ging naar het vwo aan het Macropediuscollege in Gemert en studeerde bedrijfscommunicatie aan de Radboud Universiteit in Nijmegen. Na haar studie werkte zij als freelance communicatieadviseur en tekstschrijver en als communicatieadviseur bij onder andere woningcorporatie Trudo, MEE Zuidoost-Brabant en als hoofd communicatie bij de gemeente Veghel.

## Politieke carrière
Buter namens de PvdA van 2006 tot 2014 gemeenteraadslid en fractievoorzitter van Laarbeek. Vanaf april 2014 was zij er wethouder van Participatiewet, statushouders, inburgering, minimabeleid, P&O, woningbouw locatie–studie Aarle-Rixtel, accommodatiebeleid, bibliotheek en financiën (incl. belastingen en grondzaken). Zij was de vierde locoburgemeester. Daarnaast was zij van 2017 tot 2021 voorzitter van het gewest Brabant van de PvdA.

## Burgemeester van Deurne
Buter werd op 12 oktober 2020 door de gemeenteraad van Deurne voorgedragen als nieuwe burgemeester. Op 15 januari 2021 werd zij door de minister van Binnenlandse Zaken en Koninkrijksrelaties voorgedragen voor benoeming bij koninklijk besluit. De benoeming ging in op 1 februari 2021. Ze kreeg samenspel en openbare orde en veiligheid in haar portefeuille en haar taken werden bestuur en ondersteuning, dienstverlening, bedrijfsvoering en zorgzame & veilige gemeente.

## Persoonlijk
Buter is getrouwd en heeft twee dochters.